# Jauch (Familienname)
Jauch ist ein Familienname.

## Geschlechter
- Jauch (Hanseatengeschlecht), Großbürger Hamburgs
- Jauch (Urner Geschlecht), alteingesessenes Geschlecht im Kanton Uri

## Namensträger
- Andy Jauch (* 1976), deutscher Politiker (SPD), MdA
- August Jauch (1848–1930), deutscher Politiker, Gutsherr und Notabelnabgeordneter der hamburgischen Bürgerschaft
- Auguste Jauch (1822–1902), deutsche Wohltäterin und Stiftungsgründerin
- Brigitte Jauch (* 1946), deutsche Politikerin (CDU), MdB, siehe Brigitte Baumeister
- Carlos Maria Jauch (1806–1890), Schweizer Militärunternehmer, Generalkapitän von Aragonien
- Christa Jauch, deutsche Politikerin, Mitglied der Volkskammer der DDR
- Dieter Jauch (1947–2025), deutscher Zoodirektor
- Emanuel Jauch (1759–1805), Schweizer Politiker
- Emil Jauch (1911–1962), Schweizer Architekt
- Emma Jauch (1915–1998), chilenische Schriftstellerin
- Erin Jauch (* 1994), US-amerikanischer Trampolinspringer
- Ernst-Alfred Jauch (1920–1991), deutscher Journalist
- Ewald Jauch (1902–1946), Kriegsverbrecher
- Frank Jauch (* 1951), deutscher Diplom-Physiker und Politiker (SPD), MdVK
- Franz Jauch (Politiker) (1807–1867), Schweizer Politiker (FDP)
- Franz Jauch (Radiomoderator) (1954–2019), Schweizer Radiomoderator
- Gerd Jauch (1924–2007), deutscher Journalist und Fernsehmoderator
- Giovanni Jauch (1806–1877), Schweizer Nationalrat und Oberst im Sonderbundskrieg
- Günter Jauch (* 1965), deutscher Degenfechter
- Günther Jauch (* 1956), deutscher Fernsehmoderator
- Hans Jauch (Landvogt) (vor 1500–1568), Landvogt von Sargans
- Hans Jauch (1883–1965), deutscher Oberst und Freikorpsführer
- Hans-Gerd Jauch (* 1953), deutscher Rechtsanwalt und Insolvenzverwalter
- Ida Jauch (1886–1944), deutsche Gerechte unter den Völkern
- Joachim Daniel Jauch (1688–1754), deutscher Generalmajor und Barockarchitekt
- Johann Jauch (1806–1877), auch Giovanni Jauch, Schweizer Politiker
- Johann Christian Jauch senior (1765–1855), deutscher Kaufmann und Großbürger
- Johann Christoph Jauch (1669–1725), deutscher evangelischer Geistlicher und Dichter
- Josef Jauch (Politiker) (1833–1903), Schweizer Politiker
- Josef Jauch (Biathlet), Schweizer Biathlet, Teilnehmer der Olympischen Winterspiele 1936
- Josef-Maria Jauch (1914–1974), Schweizer Quantenphysiker
- Karl Eduard Jauch (1759–1802), Schweizer Militärunternehmer, Feldmarschall des Königreichs Beider Sizilien
- Karl-Walter Jauch (* 1952), deutscher Chirurg
- Martin Jauch (1954–2014), deutscher Gartenbauingenieur
- Meolie Jauch (* 2007), deutsche Gerätturnerin
- Othmar Jauch (1895–1970), Schweizer Architekt und Stadtplaner
- Otto Jauch (1903–1975), deutscher Jurist und Richter
- Paul Jauch (1870–1957), deutscher Zeichner und Kunstmaler
- Petra Jauch-Delhees (* 1959), Schweizer Tennisspielerin
- Pius Jauch (* 1983), deutscher Dichter, Komponist und Schauspieler
- Samuel Jauch, Buchdrucker, 1612–1625 Inhaber der ältesten Buchdruckerei Deutschlands, „Schmidt-Römhild“
- Stephan Massimo Jauch (* 1959), Musiker und Komponist
- Thomas Jauch (Unternehmer) (* 1947), deutscher Unternehmer
- Thomas Jauch (Regisseur) (* 1958), deutscher Filmregisseur
- Ursula Pia Jauch (* 1959), Schweizer Philosophin und Publizistin
- Walter Jauch (1888–1976), deutscher Versicherungskaufmann und Unternehmensgründer